# Wiśniówka (powiat kielecki)
Wiśniówka – wieś w Polsce położona w województwie świętokrzyskim, w powiecie kieleckim, w gminie Masłów.
Na terenie wsi (Wiśniówka Duża) zlokalizowany jest czynny kamieniołom firmy „Kieleckie Kopalnie Kwarcytu”, w którym wydobywa się kwarcowy piaskowiec górnokambryjski służący do produkcji tłucznia. W pobliżu znajduje się zalane wyrobisko po innym nieczynnym kamieniołomie.
W Wiśniówce znajduje się również kościół parafialny pw. Matki Boskiej Częstochowskiej oraz szkoła podstawowa, której początki sięgają czasów II wojny światowej, kiedy to nauczycielka Szkoły Powszechnej w Dąbrowie zorganizowała zajęcia lekcyjne w Małej Wiśniówce bez wiedzy ówczesnych władz niemieckich. Lekcje odbywały się w prywatnym domu. Brało w nich udział ok. 80 uczniów, którzy uczyli się m.in. historii i geografii Polski.
Wiśniówka była prężnie rozwijającym się osiedlem robotniczym. Znajdowała się tu m.in. kapliczka, kino, szkoła, fryzjer męski i damski, boisko do piłki nożnej, szewc, a także ogrodzony park w którym odbywały się festyny.
Na początku II wojny światowej w okolicach miejscowości Niemcy zamordowali prezydenta Kielc Stefana Artwińskiego, który próbował ratować przed grabieżą majątek z miejskiego skarbca.
Na terenie wsi znajduje się skrzyżowanie drogi S7 z drogą krajową nr 73 (węzeł Kielce-Północ).
Przez wieś przebiega tor nieprzejezdnej linii kolejowej prowadzącej z Lekomina do czynnego kamieniołomu.
Dojazd z Kielc zapewniają autobusy komunikacji miejskiej linii nr 7.
W latach 1975–1998 miejscowość należała administracyjnie do województwa kieleckiego.